# Томас II де Умфравиль
Томас II де Умфравиль (англ. Thomas de Umfraville; около 1362 — 12 февраля 1391) — английский землевладелец, рыцарь, политик и дипломат, член парламента Англии от Нортумберленда в 1388 и 1390 годах, шериф Нортумберленда в 1388—1389 годах, сын Томаса I де Умфравиля и Джоан де Роддем. После смерти отца Томас унаследовал часть сильно уменьшившихся владений Умфравилей в Нортумберленде, Дареме и Йоркшире. Он играл значительную роль в Северной Англии, дважды избираясь в английский парламент от Нортумберленда, был шерифом Нортумберленда, участвовал в различных королевских комиссиях, а весной 1389 года был назначен капитаном стратегически важного замка Роксбург в Шотландских марках. Его многообещающую карьеру прервала ранняя смерть.

## Происхождение
Томас происходил из англо-шотландского рода Умфравилей, представители которого занимали видное положение в англо-шотландском Пограничье благодаря стратегически важным владениям Прадо и Ридсдейл. Умфравили владели обширными поместьями в Нортумберленде, Йоркшире, Ратленде и Саффолке.
Благодаря браку Гилберта II де Умфравиля с Матильдой (Мод), графиней Ангус, несколько представителей рода владели титулом графа Ангуса, однако он был утрачен после поражения Англии в войнах за независимость Шотландии. Кроме того, Гилберт IV де Умфравиль, 3-й граф Ангус продал в 1375 году самое значительное владение — феодальную баронию Прадо. В регионе в это время выросло значение других родов, в первую очередь Невиллов. Всё это привело к тому, что влияние Умфравилей в Северной Англии уменьшилось.
Отцом Томаса II был Томас I де Умфравиль, младший сын Роберта III де Умфравиля, 2-го графа Ангуса, матерью — Джоан де Роддем, дочь Адама де Родема. У Томаса II был младший брат Роберт IV, позже отличившийся на службе у короля Генриха IV.

## Биография
Томас родился около 1362 года. Его отец, Томас I де Умфравиль, стал наследником владений Умфравилей после своего единокровного брата, Гильберта IV де Умфравиля, титулярного графа Ангус, который умер в 1381 году, не оставив мужского потомства. Правда владения Умфравилей к этому моменту значительно сократились: значительную часть земель Умфравилей, включая замок и баронию Прадо, граф Ангус продал своему тестю, Генри Перси, будущему графу Нортумберленду. Томас I же ещё при жизни брата получил поместье Отеберн и замок Харботтл в Нортумберленде. Это дарение было подтверждено Гилбертом IV в феврале 1378 года, причём там был указан и Томас II.
После смерти брата Томас I окончательно получил поместье Отеберн и замок Харботтл, а также поместья Умфравилей в Эдмонсли и Фарнакресе  и владения в Гейтсхеде и Рэйвенсворте в палатинате Дарем. Кроме того, он владел поместьем Умфравиль в Йоркшире, которое ему ещё в 1377 году подарил брат. При этом часть его поместий осталась под управлением его вдовы Мод Перси в качестве вдовьей доли вдова Гилберта, Мод Перси; она владела ими до самой смерти (1398 год). Несмотря на это, Томас I занял видное место среди дворян Северной Англии. Кроме того, брак брата принёс ему сильную семейную связь с могущественным домом Перси.
Томас I умер в мае 1387 года. К этому моменту Томас Младший уже был возведён в рыцари и побывал на королевской службе: как минимум один раз он был одним из комиссаров, доставлявших заключённых в тюрьму в Ньюкасле-апон-Тайн. Летом корона приказала исчиторам Йоркшира и Нортумберленда передать Томасу его наследство. Хотя существуют некоторые сомнения относительно точного возраста Томаса, но тогда ему, вероятно, было около 24 лет. К этому времени у него было достаточно ресурсов, чтобы предложить поручительство в размере тысячи фунтов за своего соседа, сэра Томаса Хетона, против которого подал иск в суд другой нортумберлендский землевладелец. Годом спустя он предложил поручительство за Ричарда Клиффорда, клерка королевской часовни, будущего епископа Вустера, а затем Лондона. Кроме того, он выразил готовность внести поручительство и за Николаса Блейка. Клиффорд и Блейк принадлежали к группе слуг короля Ричарда II, которые были отправлены в заключение в Тауэр по приказу лордов-апеллянтов и были освобождены только 4 июня 1388 года — в последний день работы Безжалостного парламента. Томас был избран в палату общин этого парламента, впервые представляя в нём Нортумберленд. Судя по всему, он принимал участие в процессе по обвинению в измене самых непопулярных фаворитов короля, а также в постоянных нападках на придворную партию, но при этом, вероятно, испытывал сочувствие к некоторым жертвам расправы.
После окончания парламентской сессии Томасу было велено отправится в Северную Англию, чтобы обеспечить там неукоснительное соблюдение перемирия с Шотландией. Связано это распоряжение было с тем, что шотландцы стремились использовать политические неурядицы своего южного соседа и при наличии малейшего предлога могли начать вторжение. Перемирие истекло 19 июня 1388 года. Уже 2 недели спустя шотландская армия под командованием графа Дугласа вторглась в Англию и в августе в битве при Оттерберне разбила англичан. Томас, владения которого лежали на пути вторжения, принимал участие в битве, но ему удалось избежать участи своего родственника, сэра Генри «Хотспура» Перси, попавшего в плен к шотландцам. Понимая уязвимость Северной Англии, правительство решило, что необходимо поручить охрану границы энергичными и способными людьми. В итоге в декабре 1388 года Томас де Умфравиль был назначен шерифом Нортумберленда, а весной 1389 года — капитаном стратегически важного замка Роксбург в Шотландских марках. Кроме того, он вошёл в состав королевских комиссий, занимавшихся улучшением обороны и дисциплины в гарнизонах других важных опорных пунктах Северной Англии — Бамборо и Берик-апон-Твида. К декабрю 1389 года он также начал принимать участие в различных дипломатических миссиях в Шотландию, а позже сыграл важную роль в более конструктивных переговорах о мире между королевствами.
В январе 1390 года Томас вновь был избран в парламент, что подтвердило его возрастающую роль в Северной Англии. Однако многообещающая карьера была прервана его ранней смертью, которая наступила 12 февраля 1391 года.

## Наследство
Томас оставил 5 дочерей и сына Гилберта, который родился за несколько месяцев до смерти отца. За опеку над владениями несовершеннолетнего наследника развернулась борьба: сначала в марте 1391 года опека и право брака были предоставлены Эдуарду, графу Ратленду, но несколько месяцев спустя новым опекуном стал Ральф Невилл, будущий граф Уэстморленд, который обручил подопечного со своей дочерью Анной. После смерти Мод Перси в 1398 году мальчик унаследовал и оставшиеся поместья Умфравилей в Линкольншире и Кайме, которые были переданы под опеку Перси, но после их падения в 1403 году были разделены между Робертом Умфравиля, младшим братом Томаса, и Джорджем Данбаром, графом Марчем, в качестве совместных опекунов. Гилберт принимал участие в возобновившейся Столетней войне и погиб в 1421 году, не оставив наследников, после чего его родовые поместья в Линкольншире были разделены между его пятерыми сестрами и их мужьями, а Ридсдейл и Кайм унаследовал дядя, Роберт де Умфравиль, который как и брат, Томас, играл важную роль в Северной Англии. Он умер в 1437 году, не оставив наследников, после чего род Умфравилей угас, а его владения унаследовал двоюродный брат, Уильям Телбой.

## Брак и дети
Жена: Агнес (умерла 25 октября 1420), её происхождение неизвестно. Дети:
- Гилберт V де Умфравиль (18 октября 1390 — 22 марта 1421), феодальный барон Ридсдейла с 1391 года, «граф Кайм» с 1420 года[7][8].
- Элизабет де Умфравиль (умерла 23 ноября 1424); муж: Уильям Элмеден[8].
- Матильда (Мод) де Умфравиль (умерла 4 января 1435); муж: Уильям Ритер[8].
- Джоан де Умфравиль (умерла после 1446); муж: Томас Ламберт[8].
- Маргарет де Умфравиль (умерла 23 июня 1444); 1-й муж: Уильям Лодингтон из Ганби (ум. 9 января 1420); 2-й муж: до 26 апреля 1423 Джон Констебл из Холшема[8].
- Агнес де Умфравиль (умерла после 1446); муж: Томас Хаггерстон[8].